# Eggerberg
Eggerberg (gsw. Eggerbärg) – miejscowość i gmina (Politische Gemeinde) w południowej Szwajcarii, w kantonie Valais, w okręgu (Bezirk) Brig.  

## Demografia
W Eggerbergu mieszka 329 osób. W 2021 roku 6,7% populacji gminy stanowiły osoby urodzone poza Szwajcarią. 

## Transport
W gminie znajduje się stacja kolejowa Eggerberg.